# Oskar Loew

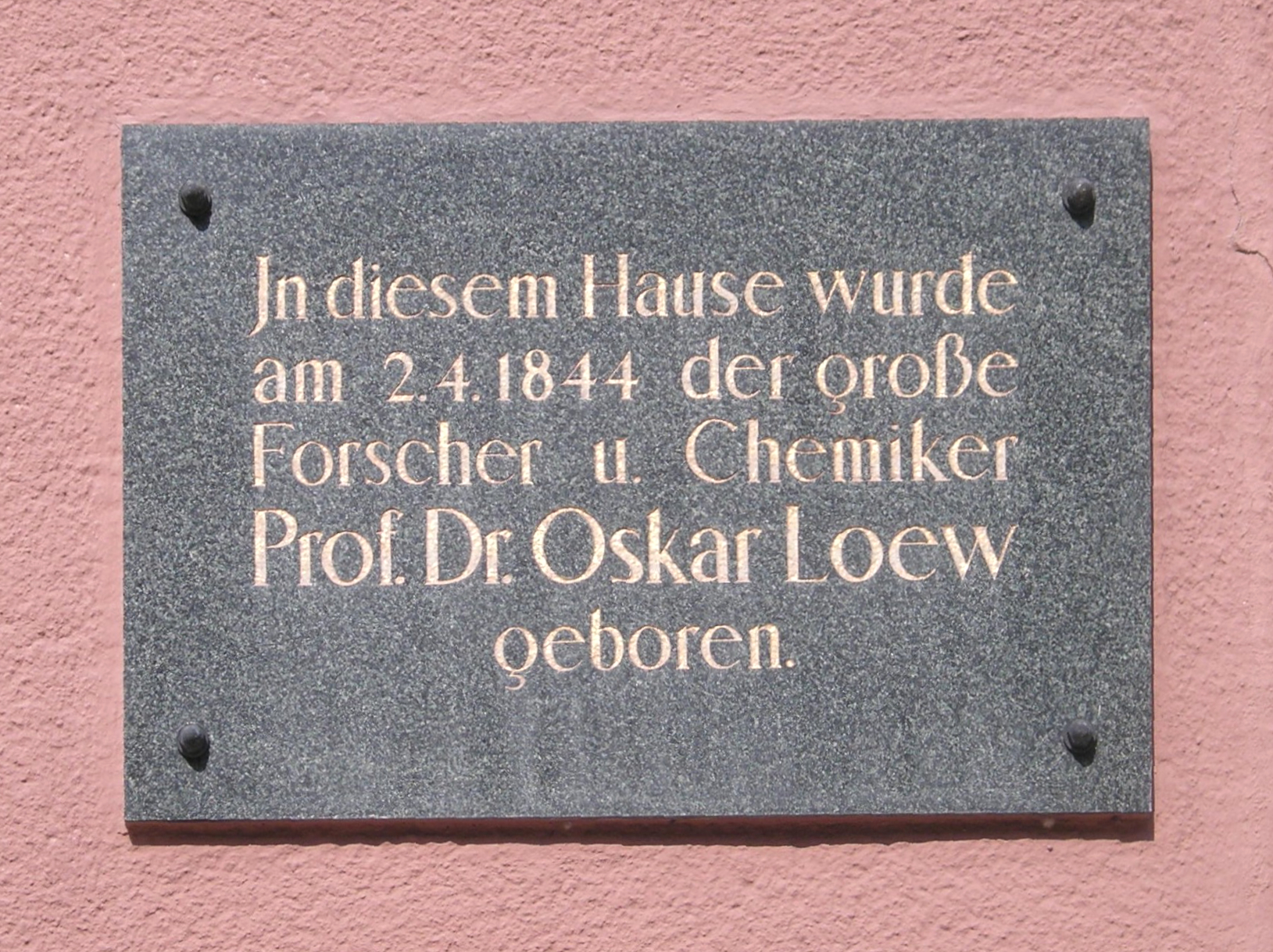
Minnestavla i Marktredwitz

Oskar Carl Benedikt Loew, född 2 april 1844 i Marktredwitz, Bayern, död 26 januari 1941 i München, var en tysk lantbrukskemist och växtfysiolog.
Loew var amanuens i växtfysiologi vid City College i New York och deltog i fyra expeditioner till USA:s sydvästra delstater innan han 1882 återvände till München, där han samarbetade med Karl Wilhelm von Nägeli. Loew blev 1886 docent vid Münchens universitet, kallades 1893 till Tokyo, flyttade 1898 till Washington, D.C., där han arbetade i jordbruksdepartementet till 1900, återkallades samma år till Tokyo som professor i agrikulturkemi, men lämnade av hälsoskäl Japan 1908. Han arbetade under en kort tid i Puerto Rico och bosatte sig 1910 åter i München, där han som privatman sysselsatte med jordbakteriologiska problem innan han 1913 blev professor i kemisk växtfysiologi vid Münchens universitet.
Loew var en mångsidig och synnerligen originell forskare och gav flera betydande uppslag inom den organiska kemin och enzymläran. Han uppfann metoden att framställa formaldehyd ur metanol genom oxidation med luftens syre och under medverkan av metallisk koppar. År 1887 utförde han en viktig undersökning över formaldehydens kondensation till socker. I Washington upptäckte han det mycket spridda enzymet katalas och utförde undersökningar om kalciums och magnesiums inverkan på växters utveckling. Av hans skrifter kan främst nämnas Die chemische Energie der lebenden Zellen (1899; andra upplagan 1906).